# Andrei Miagkov
Andrei Vassílievitx Miagkov (en rus: Андре́й Васи́льевич Мягко́в; Leningrad, 8 de juliol de 1938 – Moscou, 18 de febrer de 2021) fou un actor de teatre i cinema soviètic i rus. Artista del Poble de la RSFSR (1986). Guanyador dels nombrosos premis, entre els quals es destaquen el Premi Estatal de l'URSS (1977) i el Premi Estatal de la RSFSR Els germans Vassíliev (1979). També fou autor de novel·les policíaques.
Un dels actors més populars de la Unió Soviètica, va irrompre al món del cinema el 1965 amb el paper del dentista Txesnokov a la comèdia Les aventures del dentista. Es va fer famós per les seves actuacions en les pel·lícules del director Eldar Riazànov, com ara La Ironia del Destí, Idil·li d'oficina, El garatge o Una romança cruel.
Des del 1987, actuava al Teatre d'Art A.P. Txékhov de Moscou.

## Biografia
Va néixer a Leningrad (actualment Sant Petersburg) a la família del pedagog Vassili Dmítrievitx Miagkov (1908–1978) i l'enginyera Zinaïda Aleksàndrovna Miagkova (1913–1989). Té una germana, Tatiana.
Per la insistència del seu pare, es va graduar a l'Institut Químic-Tecnològic de Leningrad (actualment l'Institut Tecnològic Estatal de Sant Petersburg). Durant un període breu va treballar a l'Institut de Masses Plàstiques.
Un dels professors de l'Escola del Teatre d'Art de Moscou el va notar en una obra de teatre amateur, El cançó del bosc, i li va suggerir que entrés a l'Escola. El 1965, s'hi va graduar amb èxit (curs de V.P. Màrkov) i es va convertir en actor del Teatre Sovreménnik.
Un dels seus primers papers teatrals va ser el d'Oncle en una adaptació de la novel·la El somni de l'oncle de Fiódor Dostoievski. Elem Klímov el va notar en aquesta obra i li va oferir el paper principal a la pel·lícula Les aventures del dentista, el debut cinematogràfic d'actor.
Va actuar en obres teatral com Al fons, Balalaikin i companyia, Una història ordinària, Els bolxevics i moltes altres.
El 1973, el director de cinema Aleksei Kórenev li va negar el paper de Néstor Petróvitx a la famosa comèdia de televisió La gran recreació perquè Miagkov li havia posat la condició que la seva dona, Anastassía Voznessénskaia, interpretés el paper de la professora Svetlana Afanàssievna.
Es va fer famós el 1976, quan es va estrenar la pel·lícula La Ironia del Destí (1976) d'Eldar Riazànov, on va interpretar el paper de Jénia Lukaixin. El paper d'Anatoli Novosséltsev en la pel·lícula Idil·li d'oficina (1978) del mateix Riazànov també va ser molt ben rebut.
Dues vegades, el 1976 i el 1978, va ser reconegut com a millor actor de l'any segons l'enquesta de la prestigiosa revista Sovétski ekran pels papers de Lukaixin i, respectivament, Novosséltsev.
El 1977, va ser guardonat amb el Premi Estatal de l'URSS pel paper de Lukaixin.
El 1977, es va traslladar al Teatre d'Art de Moscou. El 1987, quan el teatre es va dividir, es va quedar amb Oleg Iefrémov al Teatre d'Art A.P. Txékhov de Moscou.
A la dècada dels 1990, va actuar molt poc, preferint l'activitat teatral i pedagògica a l'Escola de Teatre d'Art de Moscou.
Des del 1963, està casat amb l'actriu Anastassia Voznessénskaia.

## Filmografia selecta
| Any  | Títol en català (traducció literal)                         | Títol original                                                       | Paper                                                                                         |
| 1965 | Les aventures del dentista                                  | Похождения зубного врача                                             | Serguei Txesnokov                                                                             |
| 1969 | Els germans Karamàzov                                       | Братья Карамазовы                                                    | Alioixa Karamàzov                                                                             |
| 1972 | El gran mestre                                              | Гроссмейстер                                                         | escaquista Serguei Khlébnikov                                                                 |
| 1975 | La Ironia del Destí, o Que li senti bé el bany!             | Ирония судьбы, или С лёгким паром!                                   | Ievgueni (Jénia) Lukaixin                                                                     |
| 1976 | Els dies dels Turbín                                        | Дни Турбиных                                                         | Aleksei Turbín                                                                                |
| 1977 | Idil·li d'oficina                                           | Служебный роман                                                      | Anatoli Novosséltsev                                                                          |
| 1979 | El garatge                                                  | Гараж                                                                | Khvostov                                                                                      |
| 1983 | Curses verticals                                            | Гонки по вертикали                                                   | inspector Stanislav Tíkhonov                                                                  |
| 1984 | Una romança cruel                                           | Жестокий романс                                                      | Iuli Karàndixev                                                                               |
| 1992 | Bon temps a Deribàssovskaia, o A Brighton Beach plou de nou | На Дерибасовской хорошая погода, или На Брайтон-Бич опять идут дожди | oncle Mixa, emigrant / l'Artista, cap de la màfia russa / Lenin / Stalin / Bréjnev / Khrusxov |
| 2007 | La Ironia del Destí. Continuació                            | Ирония судьбы. Продолжение                                           | Ievgueni Lukaixin                                                                             |